# Hans Adam Siegel
Hans Adam Siegel (getauft 12. April 1638 in Neudek; begraben 16. Januar 1679 in Platten) war ein von der böhmischen Kammer ernannter kaiserlicher Waldheger und Förster, Zinnzehnteinnehmer, Bergschreiber und Organist.

## Leben
Hans Adam Siegel wurde als jüngstes Kind des herrschaftlichen Amtsschreibers und Hauptmanns von Neudek Balthasar Siegel († 1663) und dessen Ehefrau Anna Maria († 1661) in Neudek im Erzgebirge geboren. Nach dem Tode seines älteren Bruders, des kaiserlichen Waldförsters Hans Georg Siegel (1626–1658), wurde er 1658 auf Befehl der böhmischen Kammer gegen die Zahlung einer Kaution von 100 Reichstalern zum Waldheger- und Zinnzehnteinnehmer-Dienst berufen. Folglich war Siegel kaiserlicher Förster und Heger des Plattner Reviers. Des Weiteren hatte er in Platten das Amt des Bergschreibers inne und war bestellter Stadtorganist bei der Pfarrkirche St. Laurentius. Siegel starb 1679 in Platten mit 41 Jahren. Seine Schwägerin war Rosina geb. Löbel (1633–1697), die in zweiter Ehe den Waldbereiter, Stadtrichter, Bergmeister und Münzamtsverwalter Paul Wenzel Seeling († 1693) heiratete. Seine Nachkommen waren in Platten über Generationen als Schreiner und Tischler tätig. So wird berichtet das im Jahre 1712 sein Sohn, der Wagmeister Hans Ferdinand Siegel (1662–1721), für den Ratsstuhl von Platten das Stadtwappen anfertigte.

## Familie und Nachkommen
Hans Adam Siegel vermählte sich um 1661 mit Anna Maria (* um 1640 † 26. Juni 1682 in Platten). Aus der Ehe gingen zehn Kinder hervor, von diesen erreichten mindestens drei das Erwachsenenalter. 
- Hans Ferdinand Siegel (1662–1721), Organist und Wagmeister; ⚭ 1686 Maria Kulm Anna Maria Putz (1663–1718).
  - Anna Magdalena Siegel (1687–1759); ⚭ 1708 Platten Franz Schuster, kaiserlicher Zollbeamter.
  - Johann Anton Siegel (1690–1733), Bürger und Tischler; ⚭ Anna Elisabetha.
  - Maria Veronica Siegel (1692–1759); ⚭ 1704 Platten Johann Heinrich Höffer († 1752), Bürger und Fleischermeister.
  - Maria Concordia Siegel (1694–1754); ⚭ 1718 Platten Anton Horbach, Bürger und Bierbrauer.
  - Anna Catharina Siegel (1697–1759); ⚭ 1723 Platten Wenceslaus Poppenberger (1700–1764), Bürger und Zinnschmelzer.
  - Maria Francisca Siegel (1700–1778); ⚭ 1724 Platten Anton Daniel Sieber (* 1698), Bürger und Bäcker.
  - Johann Georg Siegel (1703–1771), Bürger und Schreiner; ⚭ 1730 Platten Anna Maria Mabam

- Sylvia Maria Siegel (1668–1713); ⚭ 1699 Platten Johann Michael Hahn († 1707), Bürger und Bergmann.
- Anna Rosina Siegel (1669–1731); ⚭ 1690 Platten Christoph Heintz (1643–1706), Zinngewerke, Spitzenhändler und Handelsmann in Irrgang.